# 摺上原之戰
摺上原之戰（日语：すりあげはらのたたかい），在日本戰國時代的1589年7月17日發生，是伊達政宗對蘆名義廣和佐竹義重的一場戰役。

## 背景
人取橋之戰後，伊達政宗與蘆名氏和佐竹氏對立表面化，而伊達在仙道筋（即現在的福島縣中）的勢力越來越大，蘆名氏及佐竹氏都對此感到重大危機。後來伊達政宗違反豐臣秀吉所定的惣無事令（即停戰命令），開始奪取蘆名氏的據點。
伊達政宗為確保從自家到敵軍要塞的道路和豬苗代城的據點，拉攏了猪苗代盛國（盛國的長子豬苗代盛胤是蘆名軍的先鋒，盛國與再婚的妻子所生的次子豬苗代宗國是伊達軍）。另一方面，蘆名義廣率領部隊從須賀川城出發，往豬苗代湖南岸出發，集結在黑川城。在高森山布陣的蘆名氏向伊達勢力挑釁，在平民家放火。那時伊達軍兵力為21000人，蘆名軍兵力為18000人，兩者不相伯仲。
但自1580年蘆名盛氏去世後，繼任當主蘆名盛隆就因捲入家中糾紛而被暗殺身亡，次任當主蘆名義廣雖受家臣金上盛備的擁護，但也無法有效統率家中勢力，加上有伊達軍的內應，蘆名軍可謂欠缺團結力。

## 經過
戰事在豬苗代湖北岸展開，開戰初期來自西的烈風變成順風，加上蘆名軍的先鋒富田隆實十分活躍，對蘆名軍十分有利。但當風向轉為東風後，伊達軍的形勢開始漸入佳境，蘆名四天王之一的富田氏實先行撤退、引發其他友軍傍觀及部分家臣相繼離反、金上盛備與四天王的佐瀨種常・常雄战死後，蘆名軍全面崩潰。戰敗的蘆名軍本來由日橋川逃走，但中途被黑川城妨礙前進，令兵力損害更大。蘆名義廣帶僅存家臣逃離戰場，大繩義辰及二本松義綱一行也在6月10日的夜晚逃往佐竹氏的常陸國。

## 影響
蘆名氏的戰力因有力家臣金上盛備和佐瀨種常等人的戰死而受到重大打擊。而家督蘆名義廣因家臣無心應戰及奧州的惣無事令而沒有再次出戰，逃往佐竹家的常陸國。
伊達政宗則成為南奧州的霸者，把居城遷到黑川城，並把白川結城的石川氏臣服於伊達氏。但翌年因豐臣秀吉推行奧州仕置政策及以違反惣無事令為由，沒收了會津。可是豐臣秀吉並沒有把會津歸還給蘆名氏，反而給了蒲生氏鄉。